# Gran Premi d'Europa del 2005
El Gran Premi d'Europa del 2005 va ser disputat el 29 de maig de 2005, al circuit de Nürburgring.

## Classificació per la graella de sortida
| Pos. | Núm. | Pilot                | Equip            | Temps    | Diferència |
| ---- | ---- | -------------------- | ---------------- | -------- | ---------- |
| 1    | 8    | Nick Heidfeld        | Williams-BMW     | 1:30.081 | —          |
| 2    | 9    | Kimi Räikkönen       | McLaren-Mercedes | 1:30.197 | +0.116     |
| 3    | 7    | Mark Webber          | Williams-BMW     | 1:30.368 | +0.287     |
| 4    | 16   | Jarno Trulli         | Toyota           | 1:30.700 | +0.619     |
| 5    | 10   | Juan Pablo Montoya   | McLaren-Mercedes | 1:30.890 | +0.809     |
| 6    | 5    | Fernando Alonso      | Renault          | 1:31.056 | +0.975     |
| 7    | 2    | Rubens Barrichello   | Ferrari          | 1:31.249 | +1.168     |
| 8    | 17   | Ralf Schumacher      | Toyota           | 1:31.392 | +1.311     |
| 9    | 6    | Giancarlo Fisichella | Renault          | 1:31.566 | +1.485     |
| 10   | 1    | Michael Schumacher   | Ferrari          | 1:31.585 | +1.504     |
| 11   | 12   | Felipe Massa         | Sauber           | 1:32.205 | +2.124     |
| 12   | 14   | David Coulthard      | Red Bull Racing  | 1:32.553 | +2.472     |
| 13   | 3    | Jenson Button        | BAR-Honda        | 1:32.594 | +2.513     |
| 14   | 15   | Vitantonio Liuzzi    | Red Bull Racing  | 1:32.642 | +2.561     |
| 15   | 11   | Jacques Villeneuve   | Sauber           | 1:32.891 | +2.810     |
| 16   | 4    | Takuma Sato          | BAR-Honda        | 1:32.926 | +2.845     |
| 17   | 18   | Tiago Monteiro       | Jordan-Toyota    | 1:35.047 | +4.966     |
| 18   | 20   | Patrick Friesacher   | Minardi-Cosworth | 1:35.954 | +5.873     |
| 19   | 19   | Narain Karthikeyan   | Jordan-Toyota    | 1:36.192 | +6.111     |
| 20   | 21   | Christijan Albers    | Minardi-Cosworth | 1:36.239 | +6.158     |

### Aclariments
- Aquesta és la primera carrera del 2005 a la que la volta de classificació consta només d'una volta en lloc de dues.
- BAR-Honda després d'haver estat exclosos per dues carreres, van poder tornar a competir però sense poder canviar el motor.

## Resultats de la cursa
| Pos | No | Pilot                | Equip              | Voltes | Temps/ Retirada      | Pos. de sortida | Punts |
| --- | -- | -------------------- | ------------------ | ------ | -------------------- | --------------- | ----- |
| 1   | 5  | Fernando Alonso      | Renault            | 59     | 1h 31' 46. 648       | 6               | 10    |
| 2   | 8  | Nick Heidfeld        | Williams - BMW     | 59     | + 16.5 s             | 1               | 8     |
| 3   | 2  | Rubens Barrichello   | Ferrari            | 59     | + 18.5 s             | 7               | 6     |
| 4   | 14 | David Coulthard      | Red Bull Racing    | 59     | + 31.5 s             | 12              | 5     |
| 5   | 1  | Michael Schumacher   | Ferrari            | 59     | + 50.4 s             | 10              | 4     |
| 6   | 6  | Giancarlo Fisichella | Renault            | 59     | + 51.9 s             | 9               | 3     |
| 7   | 10 | Juan Pablo Montoya   | McLaren - Mercedes | 59     | + 58.1 s             | 5               | 2     |
| 8   | 16 | Jarno Trulli         | Toyota             | 59     | + 1' 11.0 min.       | 4               | 1     |
| 9   | 15 | Vitantonio Liuzzi    | Red Bull Racing    | 59     | + 1' 11.5 min.       | 14              |       |
| 10  | 3  | Jenson Button        | BAR - Honda        | 59     | + 1' 35.7 min.       | 13              |       |
| 11  | 9  | Kimi Räikkönen       | McLaren - Mercedes | 58     | Suspensions (a 1 v.) | 2               |       |
| 12  | 4  | Takuma Sato          | BAR - Honda        | 58     | + 1 Volta            | 16              |       |
| 13  | 11 | Jacques Villeneuve   | Sauber             | 58     | + 1 Volta            | 15              |       |
| 14  | 12 | Felipe Massa         | Sauber             | 58     | + 1 Volta            | 11              |       |
| 15  | 18 | Tiago Monteiro       | Jordan - Toyota    | 58     | + 1 Volta            | 17              |       |
| 16  | 19 | Narain Karthikeyan   | Jordan - Toyota    | 58     | + 1 Volta            | 19              |       |
| 17  | 21 | Christijan Albers    | Minardi - Cosworth | 57     | + 2 Voltes           | 20              |       |
| 18  | 20 | Patrick Friesacher   | Minardi - Cosworth | 56     | + 3 Voltes           | 18              |       |
| Ret | 17 | Ralf Schumacher      | Toyota             | 33     | Sortida pista        | 8               |       |
| Ret | 7  | Mark Webber          | Williams - BMW     | 0      | Accident             | 3               |       |

Notes
- Jarno Trulli fou penalitzat amb un drive-through perquè gent del seu equip seguia a la graella de sortida 15 segons després d'haver començat la cursa.
- David Coulthard fou penalitzat amb un drive-through per sobrepassar la velocitat als boxes.
- Tiago Monteiro i Christijan Albers foren penalitzats amb un drive-through per no fer cas de les banderes blaves.

### Altres
- Pole: Nick Heidfeld 1' 30. 081

- Volta ràpida: Fernando Alonso 1' 30. 711 (a la volta 44)